# Cyrtogonellum falcilobum
Cyrtogonellum falcilobum là một loài thực vật có mạch trong họ Dryopteridaceae. Loài này được Ching ex Y.T. Hsieh miêu tả khoa học đầu tiên năm 1989.